# Donald Shaw
Donald Leslie Shaw (1930-2017) fue un escritor y crítico literario británico. 

## Biografía
Nacido el 11 de febrero de 1930 en Mánchester, sus estudios universitarios los realizó en la universidad de dicha ciudad (licenciatura) y en la Universidad de Dublín (doctorado). Fue profesor de varias universidades de Gran Bretaña y los Estados Unidos, y catedrático de Estudios Hispánicos en la Universidad de Virginia.
Son numerosos los artículos sobre literatura moderna que publicó en las más prestigiosas revistas especializadas. Falleció en 2017.